# Чакор
Чакор је планина у Црној Гори на граници са Србијом у делу према Косову и Метохији, висине 2.058 m. Припада селу Велика и наставак је Проклетија и чини вододелницу између Лима и Пећке Бистрице. Састављен је од палеозојских шкриљаца и тријаских доломитских кречњака.
Чакор је обрастао четинарским шумама и пашњацима. Позната је по природним лепотама. Преко превоја Чакор (1.849 m), води пут између Андријевице и Пећи изграђен 1926. године, који представља најкраћу везу Македоније и великог дела Србије са Јадранским морем (прелазак првог аутомобила је забележен 31. августа 1925.). Због великих снежних наноса и честих лавина саобраћај се у зимским месецима редовно обуставља - тако је било још пре Другог светског рата. Била је то најтежа и последња изграђена деоница пута Београд–Котор, преко Крагујевца, Краљева, Рашке и Митровице. За Црну Гору је била значајна јер ју је повезивала са житницом у Метохији.
1. ↑  „Пећ—Андрејевица”, Политика, 1. сеп. 1925, стр. 6
2. ↑  "Време", 1. јан. 1939
3. ↑  „Пут Београд–Котор”, Политика, 7. јул 1925, стр. 5